# راسيل باترسون
راسيل باترسون (بالإنجليزية: Russell Patterson)‏ هو محرك دمى أمريكي، ولد في 26 ديسمبر 1893 في أوماها في الولايات المتحدة، وتوفي في 17 مارس 1977 في اتلانتيك سيتي في الولايات المتحدة.

## وصلات خارجية
- راسيل باترسون على موقع IMDb (الإنجليزية)
- راسيل باترسون على موقع قاعدة بيانات الفيلم (الإنجليزية)